# おがさわら丸 (2代)

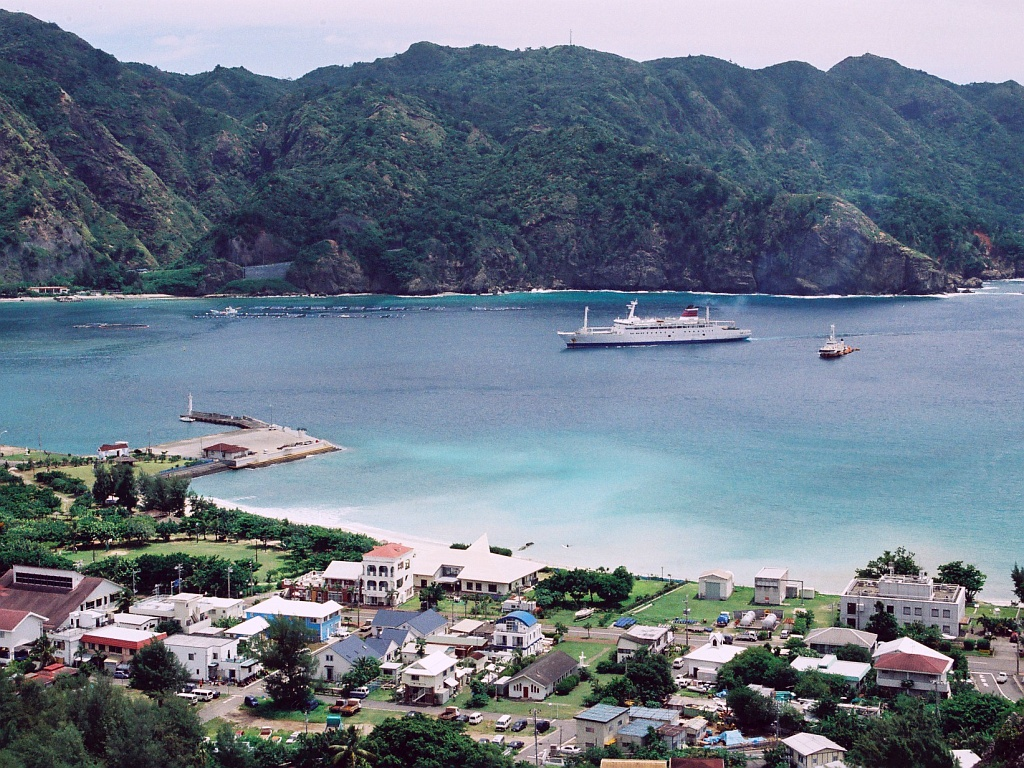
父島・二見港にて

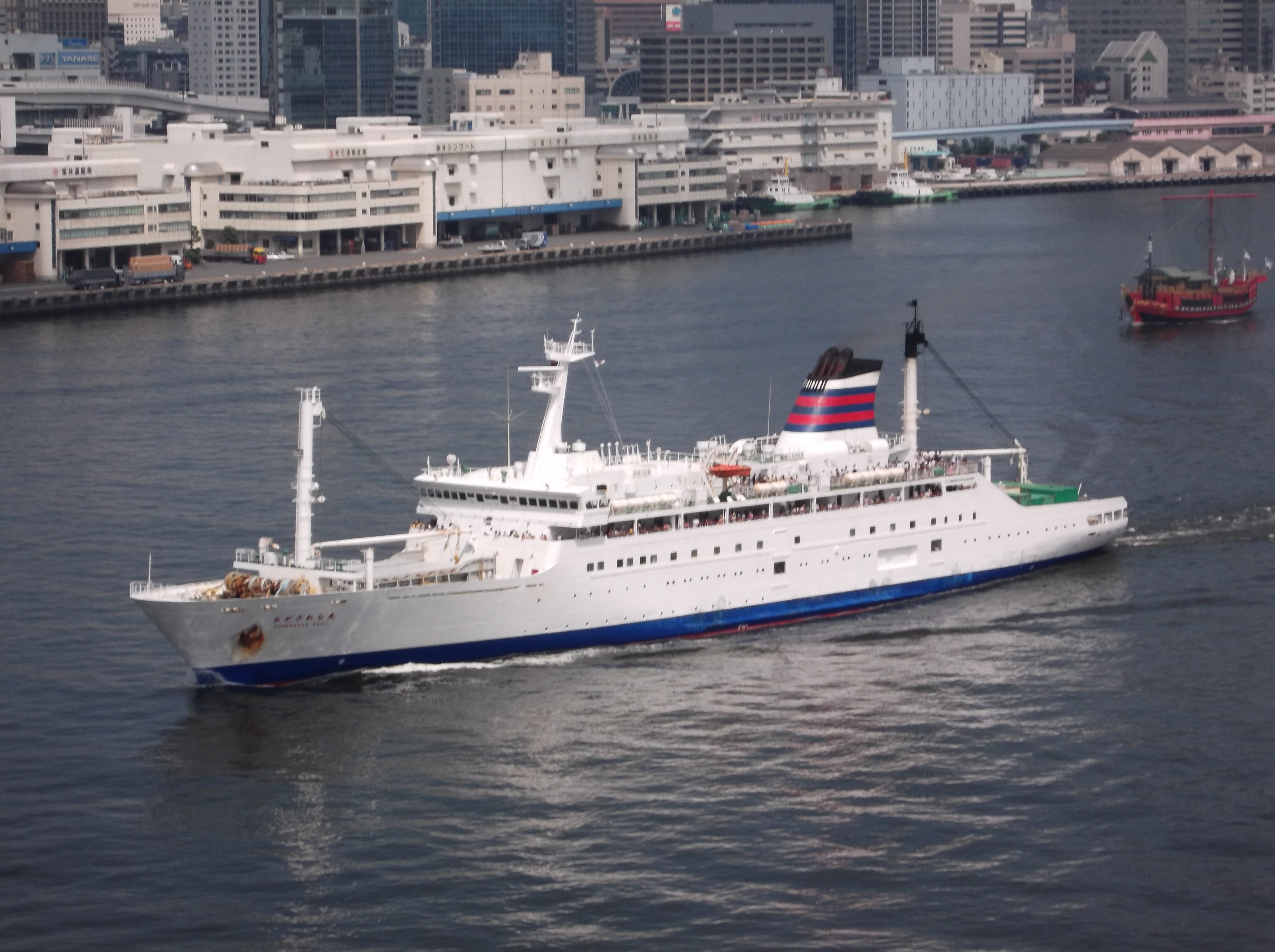
レインボーブリッジより

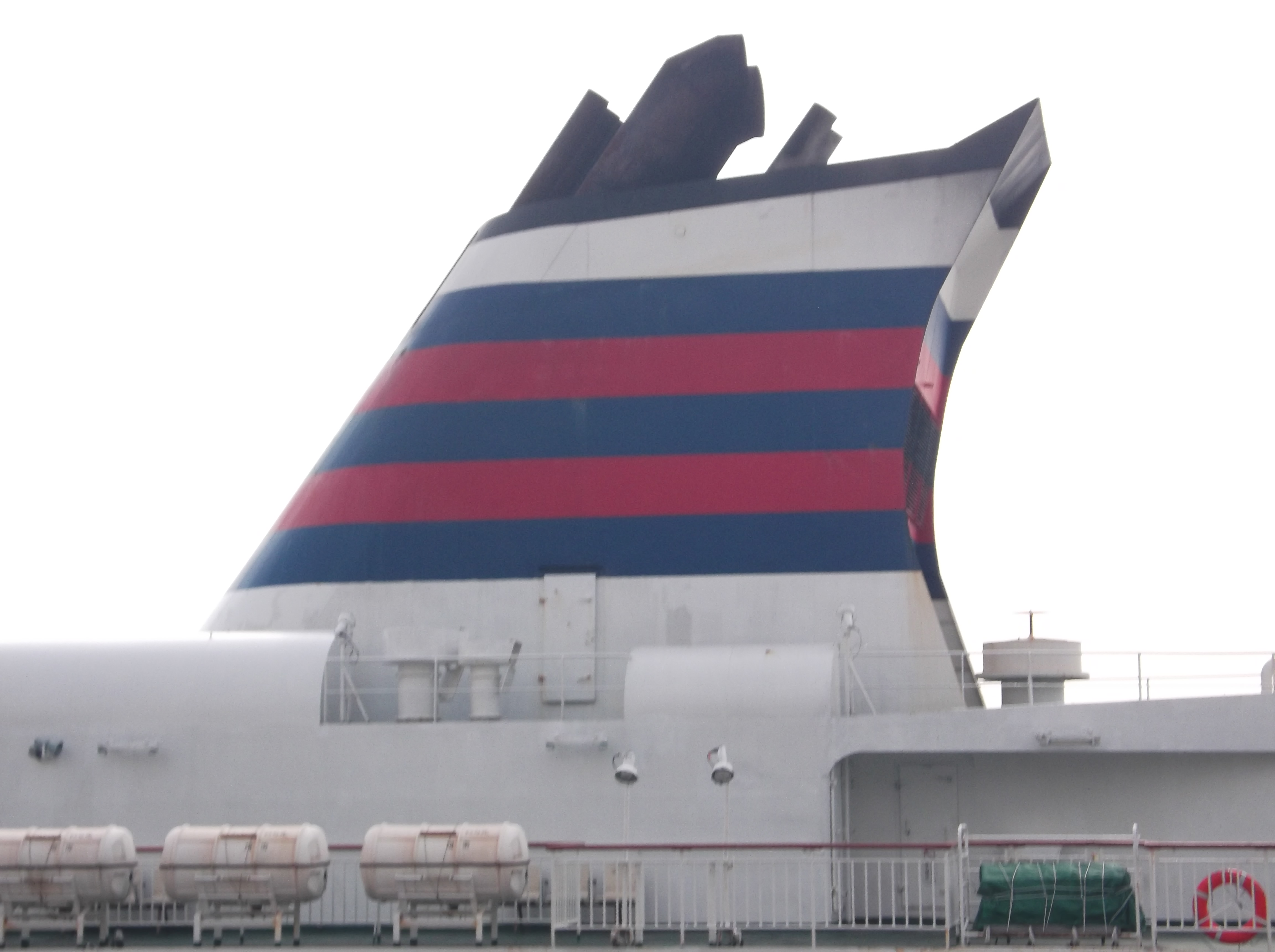
ファンネルマーク

「おがさわら丸」（おがさわらまる）は、小笠原海運が東京 - 父島間で運航していた貨客船。1997年から2016年まで就航していた。同航路を運航する同名の船としては二代目にあたる。

## 概要
初代「おがさわら丸」の後継として、三菱重工業下関造船所で建造され、1997年2月20日に就航した。共有建造制度を利用して建造された船舶整備公団（現在の鉄道建設・運輸施設整備支援機構）との共有船で、現役当時、内航在来型貨客船としては最大・最高速であった。前船と比較して総トン数は倍増、黒潮を横切る航路環境を考慮して高出力の主機が搭載され、フィンスタビライザーが装備された。2007年11月、定期検査の際にゲームコーナー、カラオケルームを撤去、喫煙ルーム、客室を設置する改修が行われた。
三代目「おがさわら丸」の就航により、2016年6月26日父島発、翌27日東京着の便をもって引退した。その後、ニウエ船籍となりOGASAと改名された後、2016年11月にインドへ回航され、2018年10月からインドでクルーズ船ANGRIYAとして就航。

### 就航航路
- 東京（竹芝桟橋）- 父島（二見港）

標準所要時間は片道25時間30分。6 - 7日程度に1便運航しており、通常は10:00に竹芝を出港し、翌日の11:30に父島に到着するスケジュールであった。折り返し便は、通常は3泊4日後の14:00に父島を出港し、翌日の15:30に竹芝に到着していた。年末年始や夏休みなどの繁忙期には、父島を同日に折り返すなど増便が行われていた。
硫黄島の慰霊祭の際には、特別に父島より遺族・関係者を乗せて船を出していたほか、年に1回程度硫黄列島を巡るクルージングツアー（列島の各島には上陸できない）も行われていた。また、八丈島島民の小笠原訪問・慰霊のため、毎年6月下旬に八丈島（底土港）へ寄港していたほか、久里浜港・館山港に寄港する場合もあったが、東京（竹芝）行きの場合は、寄港地にて途中下船した場合、乗船券は前途無効となった。また、父島から東京への受託手荷物を預託した乗船客については、途中下船不可であった。
本線には代船がなかったため、ドック入りの際、かつては東海汽船から「すとれちあ丸」を借用していた。「すとれちあ丸」売船後は、2003年1月の1回のみ「かめりあ丸」が38時間（2泊）かけて運航したが、その後しばらくの間、ドックを途中で切り上げて1回運航し、その後残りのドック作業を行うという運用がなされていた。2007年からドックの時期が2月から11月に変更されたが、2009年度から再び元の1月に戻った。このドック期間は3週間近くにわたり、その間は運航されなかった。貨物輸送は不定期船の「共勝丸」が行っていた。

## 船内

### 船室
2012年6月1日より居住性向上を目的に定員を1,036名から768名へと削減した。
- 特等：2名×4室（シャワー、トイレ、冷蔵庫付き）
- 特1等：2名×2室（シャワー、トイレ付き）
- 1等：2名×9室（一段ベッド、窓なし）／4名×29室（二段ベッド、窓あり）
- 特2等：14名×2室／18名×2室（二段ベッド）
- 2等：542名 （カーペット敷きの部屋、就寝時の割り当てはマットレス・簡易枕・掛布および簡易カバー類）

### 設備
- レストラン
- 売店
- 自動販売機
- スナック
- チルドレンルーム
- ラウンジ
- 暗証番号式貴重品ロッカー
- 公衆電話（テレホンカード専用・衛星回線）
- シャワールーム

売店では、船内限定グッズ、小笠原に関する書籍、土産品、トランプ、酔い止め薬などが販売されていた。Bデッキ以上の階層にある外部デッキは、原則午後10時まで開放されていたが、海況不良・天候不良の場合は閉鎖・施錠されていた。